# キングアタ・クースア川
キングアタ・クースア川(キングアタ・クースアがわ、Qinnguata Kuussua)は、グリーンランド中西部のケッカータ郡の同じ名前の渓谷にある川であり、これはカンゲルルススアーク地域の主要河川である。これの水源は、グリーンランド氷床から流れるラッセル氷河からの大量の融水の流れである。この流れの殆どの部分は、非常に広く上流では2キロメートルになる。気候はごく少量の降水量のある極地性大陸性気候である。

## 地理
ラッセル氷河の南の基底部からのいくつかの融水の流れがキングアタ・クースア川を形作っている。谷は31キロメートルの長さであり、東北東から西南西に流れている。北の方は、露出して不毛で平らになったアクリアルシアルスク(Akuliarusiarsuk)(北緯67度1分1秒 西経50度22分21秒 / 北緯67.01694度 西経50.37250度)の尾根が境界となっている。南の方は、渓谷は一連のツンドラの山脈により区切られている。この山脈は、タセルスアツシアープ・キンギネラ(Tasersuatsiaap Kinginnera)を頂点(標高591メートル)とし、カールソルスアク(Qaarsorsuaq)(北緯66度59分18秒 西経50度39分14秒 / 北緯66.98833度 西経50.65389度)の低くて広い尾根の北の斜面になっているカンゲルルススアーク近くで途切れている。
峡谷の低い部分は、北側のアクリアルシアルスク尾根と南側のカールソルスアク尾根の挟まれる峡谷で狭くなっている。その部分で峡谷がタセルスアツシアク湖とアンマローツプヌアー高原から分けられている。

## 支流
主な支流は、アクリアルシアルスープ・クーア川(Akuliarusiarsuup Kuua)である。他にもっと北の方にラッセル氷河からの支流がある。カンゲルルススアークのアメリカ軍のブルエウェストエイト基地の管理している頃は、合流点を過ぎた川の流れの低い部分はワトソン川と呼ばれていた。合流点は、氷河性の微流砂の平原を伴う氷河性扇状地となっている。
- アクリアルシアルスープ・クーア川

## 河口
この川の河口付近は非常に狭くなっており、微砂砕屑物を放出し速い速度で岩を突き抜けて流れる。そして、続いてカンゲルルススアーク峡湾の端に流砂の小島が作られている。

## 川の氾濫
キングアタ・クースア川とアクリアルシアルスープ・クーア川と合わさった流域の面積は6280平方キロメートルである。これには氷床の下の流域も含んでいる。この川は、夏に時には大きく氾濫することがある。2007年8月31日、ラッセル氷河近くの湖を溢れだした氷の溶けた水が氷の堰を破って、後に洪水を起こした。